# Lucius Caedicius
Lucius Caedicius (* um 40 v. Chr.; † nach 9 n. Chr.) war ein römischer Offizier, der im Umfeld der Varusschlacht erwähnt wird.
Caedicius war Centurio, Primus Pilus (ranghöchster Centurio einer Legion) und Praefectus castrorum (Lagerkommandant); letzterer war in einer Legion bis in das 1. Jahrhundert n. Chr. der höchste Posten, den ein Centurio erreichen konnte. Im Jahr 9 war Caedicius Kommandant des Kastells Aliso und verteidigte es nach der römischen Niederlage in der Varusschlacht eine Zeit lang erfolgreich gegen die Germanen. 
Es gibt nur zwei ausdrückliche Erwähnungen des Caedicius in erhaltenen geschichtlichen Quellen sowie eine Stelle bei Sextus Iulius Frontinus, die sich auf eine Tat des Caedicius bezieht. Im Text des Velleius steht „L. [= Lucius] Caedicius“, Frontinus nennt den Vornamen gar nicht.
Nach der clades Variana retteten sich überlebende Römer in das Kastell Aliso und wurden dort durch „riesige Massen“ von Germanen belagert. Als die Germanen Holz vor den Palisaden zusammentrugen, um Feuer an den Festungswall zu legen, verfiel Caedicius auf die von Frontinus berichtete Kriegslist, Holzmangel vorzutäuschen, indem er Soldaten aussandte, um Holz zu stehlen. Die Germanen schafften daraufhin das Holz eigenhändig wieder weg und beraubten sich so der Möglichkeit des Feuerlegens. Caedicius befahl außerdem, kriegsgefangene Germanen in die vermeintlich unerschöpflichen Getreidelager des Kastells Aliso zu führen und dann laufenzulassen, damit sie unter ihren Landsleuten verbreiteten, eine Aushungerung des Kastells sei aussichtslos. Schließlich wurden die Germanen mit der Absperrung des Kastells nachlässig, und in einer stürmischen, mondlosen Nacht vermochte sich die Besatzung von Aliso samt Frauen und Kindern durch den Blockadering zu schleichen. Im letzten Moment wurde sie entdeckt. Als Caedicius die Trompeten zum Eilmarsch blasen ließ, glaubten die Germanen, ein römisches Entsatzheer sei im Anmarsch und ließen von der Verfolgung ab.
Diese gelungene Rettung war ein Lichtblick für die Römer nach der Schlacht im Teutoburger Wald, was zu den im höchsten Maß anerkennenden Worten des Velleius Paterculus über Caedicius beigetragen haben mag: „L. Caedicius, der Lagerpräfekt, ... ist für seine Tüchtigkeit (virtus) hoch zu loben“, da er die ihm anvertrauten Menschen aus Not und Bedrängnis durch Umsicht und Entschlossenheit rettete; er wartete den richtigen Zeitpunkt ab und bahnte ihnen dann mit dem Schwert den Rückweg zu den ihrigen.
Ein archäologischer Hinweis auf Lucius Caedicius könnte eine Bleischeibe eines Sklaven aus dem Römerlager Dangstetten in Süddeutschland sein, die der Archäologe Hans Ulrich Nuber rekonstruiert hat. Auf deren Vorderseite wird Publius Quinctilius Varus als Kommandeur der Legio XIX ausgewiesen; die Rückseite nennt einen centurio primipilus „Cae...“. Hierbei könnte es sich um Caedicius handeln.